# Rahman Amuzad
Rahman Amuzad Jalili (en persa: رحمان عموزاد خلیلی‎; 17 de julio de 2001) es un deportista iraní que compite en lucha libre. Participó en los Juegos Olímpicos de París 2024, obteniendo una medalla de plata en la categoría de 65 kg.

## Palmarés internacional
| Juegos Olímpicos | Juegos Olímpicos | Juegos Olímpicos | Juegos Olímpicos |
| Año              | Lugar            | Medalla          | Categoría        |
| ---------------- | ---------------- | ---------------- | ---------------- |
| 2024             | París (Francia)  | Medalla de plata | 65 kg            |